# International Association of Parliamentarians for Peace
Anfang 2016 gründeten mehr als hundert Parlamentarier aus mehr als 40 Ländern im koreanischen Parlament die International Association of Parliamentarians for Peace (IAPP), deutsch Internationale Vereinigung der Parlamentarier für den Frieden, die auf die Initiative „Parlamentarier für den Frieden“ zurückgeht, die 2001 von den Gründern der Universal Peace Federation, einer NGO mit dem höchsten UN-ECOSO-Berater-Status, Sun Myung Moon und Hak Ja Han Moon, ins Leben gerufen wurde. Sie soll Parlamentariern aus verschiedenen Ländern eine Plattform bieten, auf der sie ihre Erfahrungen einbringen können, um konkrete Lösungen für die Probleme der Welt zu finden.

Die Internationale Vereinigung der Parlamentarier für den Frieden ist schon im ersten Jahr nach ihrer Gründung in mehreren Ländern tätig, darunter Nepal, Burkina Faso, Großbritannien, Costa Rica, Paraguay, Sambia, Japan und die Vereinigten Staaten. Dan Burton, ehemaliges Mitglied des US-Kongresses, und Jose de Venecia, der ehemalige Sprecher des philippinischen Parlaments, waren die ersten Vorsitzenden der Internationalen Vereinigung der Parlamentarier für den Frieden.

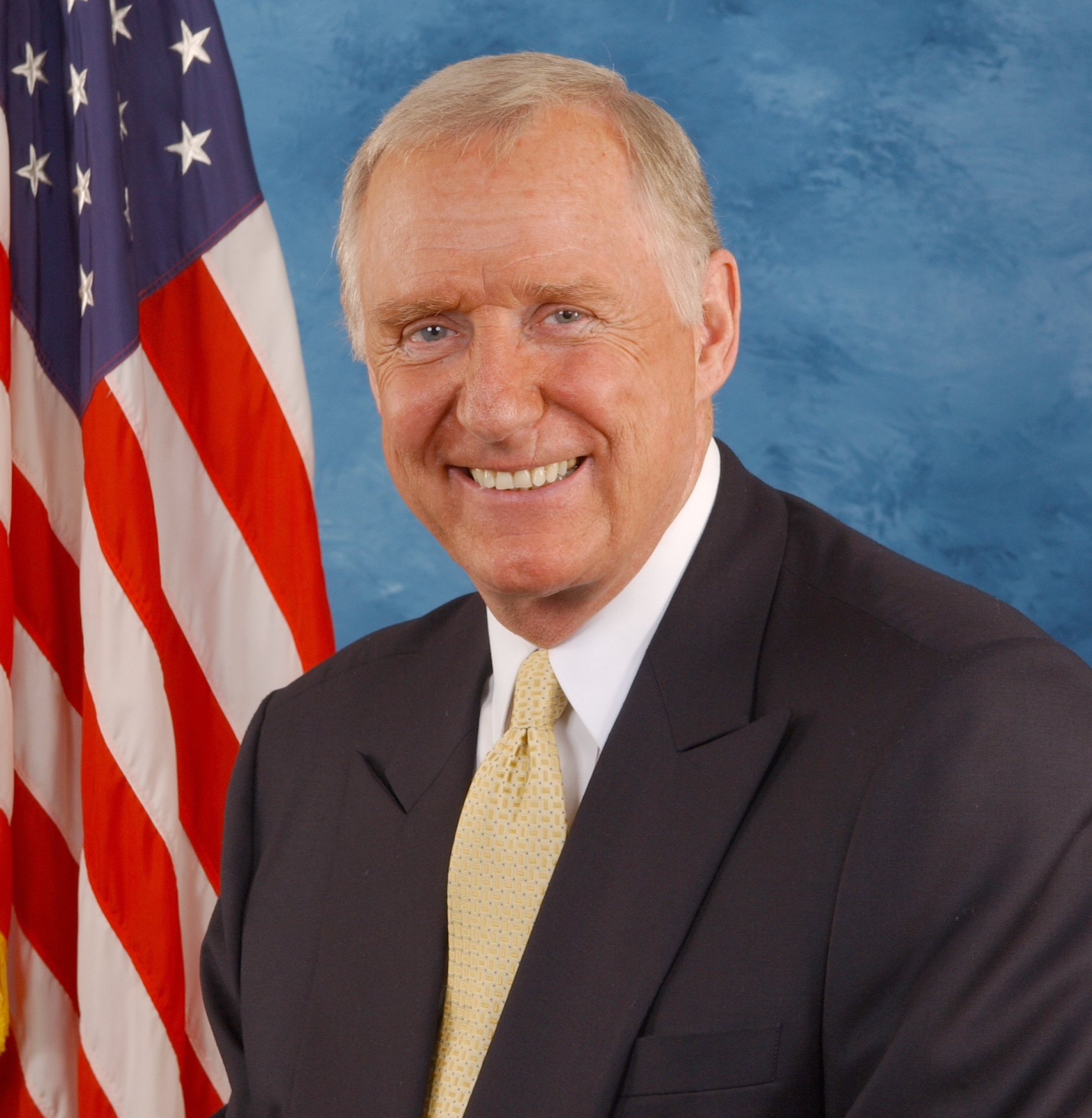
Dan Burton, der erste Vize-Vorsitzende der Internationalen Vereinigung von Parlamentariern für den Frieden

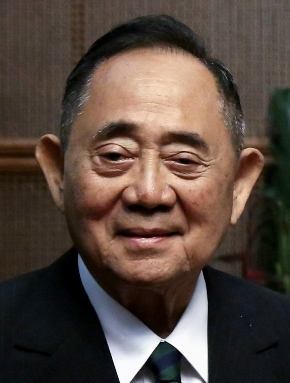
Jose de Venecia, der erste Vize-Vorsitzende der Internationalen Vereinigung von Parlamentariern für den Frieden

Im Zuge der Gründung der Internationalen Vereinigung der Parlamentarier für den Frieden in Südkorea wurde eine gemeinsame Resolution verabschiedet. Angesichts der aktuellen Probleme der Welt, wie Religions-Konflikte, Klimawandel, Hunger und weitere, und insbesondere unter Hinweis auf die ernste Gefahr der Entwicklung des nordkoreanischen Atomprogramms für den Frieden in der Welt fordern die Parlamentarier die internationale Gemeinschaft auf, sich an der Lösung all dieser Probleme zu beteiligen. Zusammenzuarbeiten, um nachhaltigen und dauerhaften Frieden in der Welt zu schaffen und gleichzeitig ideologische, nationale, ethnische und andere Grenzen zu überwinden wurde in der gemeinsamen Resolution beschlossen. Dies geht auch aus den Informationen der offiziellen Website der Organisation hervor.
Eine ähnliche Resolution wurde auf der Gründungskonferenz der Internationalen Vereinigung der Parlamentarier für den Frieden für den Balkan im September 2017 angenommen.

## Ziele
Die Internationale Vereinigung der Parlamentarier für den Frieden unterstützt das Werk der Vereinten Nationen und arbeitet mit anderen Schwester-Organisationen zusammen, einschließlich solcher, die Parlamentarier aus anderen Ländern zusammenbringen.
Die Hauptziele der Internationalen Vereinigung der Parlamentarier für den Frieden sind die folgenden:
- Förderung verantwortungsvoller Führungsqualitäten in der Gesellschaft
- Hochwertige Ausbildung für Parlamentarier
- Initiierung der Kommunikation und Zusammenarbeit zwischen Parlamentariern auf der ganzen Welt, um den Frieden zu fördern
- Förderung der Würde und des Wertes aller Menschen als Mitglieder einer universalen Familie
- Stärkung und Förderung der Familie als zentrale Einheit der Gesellschaft
- Förderung von Vertrauen und Zusammenarbeit zwischen allen Nationen
- Förderung der Zusammenarbeit zwischen den verschiedenen Religionen der Welt und die Errichtung einer Grundlage für den Frieden in der Welt

## Asien-Pazifik-Gipfel 2019

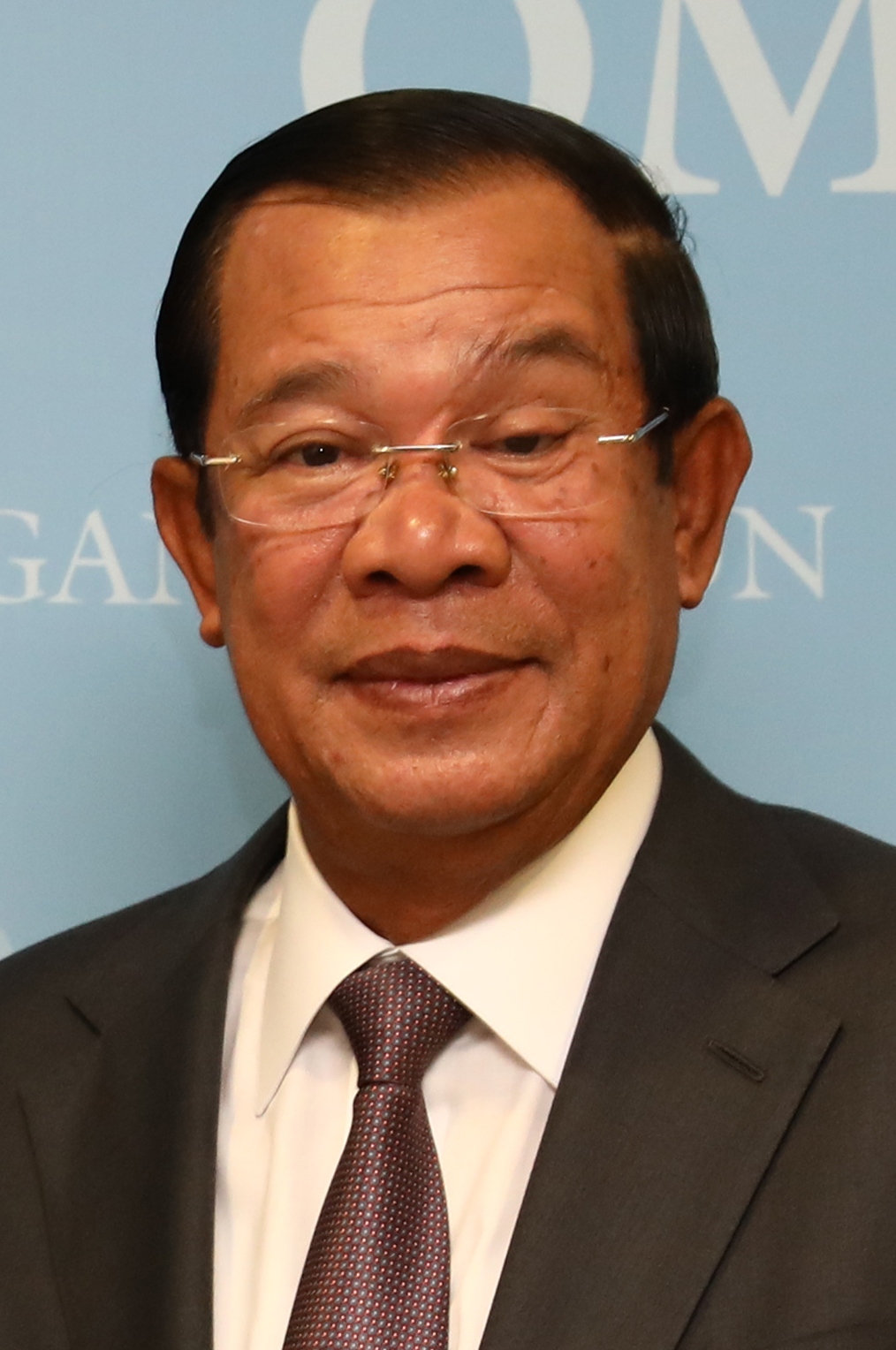
Premierminister Hun Sen, Kambodscha. Mitveranstalter, Asien-Pazifik-Gipfel 2019

Das Asien-Pazifik-Gipfeltreffen 2019 fand im November 2019 in Phnom Penh, Kambodscha, statt. An dem Gipfel nahmen fast 2.000 Personen teil, darunter mehrere hundert Delegierte aus mehr als 40 Ländern. Der kambodschanische Premierminister Hun Sen hielt dort ebenfalls eine Rede. Er forderte die Vertreter von Regierungen und privaten Organisationen auf, bei der Lösung globaler Krisen zusammenzuarbeiten. Premierminister Hun Sen rief alle Teilnehmer des Gipfels dazu auf, bei der Lösung globaler Herausforderungen, wie Klimawandel, Radikalisierung, Ungleichheit der Geschlechter, Menschenhandel und anderer Probleme der Welt, zusammenzuwirken.
Mit-Organisatoren des Gipfels waren die königliche Regierung von Kambodscha und die Universal Peace Federation (UPF) in Abstimmung mit der Internationalen Vereinigung der Parlamentarier für den Frieden und anderen verwandten Organisationen.
Auf dem Asien-Pazifik-Gipfel 2019 erhielt der Premierminister von Kambodscha, Hun Sen, von Hak Ja Han Moon, Mitgründerin der Universal Peace Federation, als besondere Anerkennung den „Leadership and Good Governance“-Preis.

## Länderorganisationen
| Land/Region | Gründung    | Notizen | Einzel- nachweise           |
| ----------- | ----------- | --- | --------------------------- |
| Balkan      | Ende 2017   | Gegründet in Pristina, in der Versammlung des Kosovo. Gründer waren Moisiu, ehemaliger Präsident Albaniens, Mesic, ehemaliger Präsident von Kroatien, Sejdiu, ehemaliger Präsident des Kosovo und andere. | [ 1 ] [ 4 ]                 |
| Uganda      | Ende 2019   | Gegründet mit Unterstützung der Sprecherin des Parlaments, Rebecca Kadaga. | [ 7 ] [ 8 ] [ 9 ]           |
| Ghana       | Mitte 2021  | Gegründet mit Unterstützung des Präsidenten des Parlaments, Alban Bagbin | [ 10 ] [ 11 ] [ 12 ] [ 13 ] |
| Liberia     | Mitte 2018  | Der Ko-Vorsitzende des Ausschusses für Frieden, Glauben und nationale Versöhnung des Repräsentantenhauses, Isaac Roland, unterstützte die Gründung der IAPP in Liberia.                                   | [ 14 ] [ 15 ] [ 16 ]        |
| Sambia      | Ende 2016   | Der Generalsekretär der UPF für Ost- und Südafrika, Ghomsi, kündigte während der ersten regionalen internationalen Führungskonferenz den Start von IAPP in Sambia an.                                     | [ 17 ]                      |
| Samoa       | Anfang 2018 | Auch das Staatsoberhaupt nahm an der Veranstaltung teil. | [ 18 ]                      |
| Jamaica     | Ende 2017   | Gegründet mit Unterstützung von Dennis Salmon von UPF. | [ 19 ]                      |
| Peru        | Ende 2017   | Gegründet mit Unterstützung des Kongressabgeordneten Yonhy Lescano Ancieta. | [ 20 ]                      |